# 호쇼 (항공모함)
호쇼(鳳翔, 일본어: 鳳翔)는 일본 제국 해군의 항공모함이다. 이 이름을 가지는 일본 해군의 함선으로서는 2척째이다.

## 개요
세계 최초로 항공모함으로서 기공되었으며 영국 해군의 하미즈가 기공된 것은 약 1년 빨랐지만 기술적 차질로 완성이 지연되어 호쇼보다 진수가 약 3년 늦었기 때문에 최초의 항공모함중 하나로 간주된다.
착공한 시점에서는 특수임무함으로서 구별 되어 함명은 「류히(竜飛)」를 예정하고 있었지만, 도중에 「호쇼」로 개명되었다.
건조 당초는 기도식의 굴뚝과 안정성 강화를 위해 당시의 신기술인 쟈이로·스태빌라이져를 채용하고 있다. 전노선 개통 형식의 비행 갑판 외, 아일랜드 구조의 함교를 가지고 있어 우현에 함교와 굴뚝을 집중시킨 것으로부터, 건조시부터 근대 항공 모함의 양식으로서의 형상을 이루고 있었지만, 함체가 작았던 것부터, 아일랜드식 함교도 굴뚝도, 어느 쪽이나 운용상의 장해가 된 때문에, 1924년(다이쇼 13년)의 개장시에 굴뚝은 넘어뜨린 상태로 고정. 아일랜드는 철거되어 플랫 데크화가 된다. 그 후, 선체 각부의 보강을 실시해, 항공기 착함시에 사용하는 제동 장치도, 제동력도 나쁘고 갑판상에서의 작업도 하기 어려웠던 세로책식으로부터 횡책식으로 변경했다. 복원성의 유지를 위해 고각포를 철거, 기관 방식의 변경 등, 섬세한 개수가 되는 것의 함형이 소형이고, 또 일본 제국 해군은 함재기용 비행기 사출기를 개발할 수 없었기 때문에, 태평양전쟁 개전 후의 최신기를 운용하는 것은 불가능했다.
- 1932년(쇼와 7년) 2월, 상하이 사변으로 출격. 탑재기가 일본기로서 첫 격추를 기록.

- 1935년(쇼와 10년) 9월, 태풍에 의한 폭풍우로 함수의 비행 갑판을 손상(제4함대 사건).

- 1937년(쇼와 12년) 8월, 중일 전쟁에 참가.

- 1942년(쇼와 17년) 6월의 미드웨이 해전에서는 96식 함상 공격기 6기를 탑재해, 경계함으로서 전함을 기본으로 하는 미드웨이 섬공략 부대 주력에 편입되었지만 교전은 없었다.

그 후, 신형기에 대응하기 위해 비행 갑판이나 엘리베이터를 확대했기 때문에 외양 항해에 지장이 생겨 훈련용 항공 모함으로서 근해에서 운용되게 되었다. 개전 후에 건조되어 파손 또는 중파만으로 종전까지 살아 남은 항공 모함은 그 밖에도 수 척 존재했지만, 개전시에 일본 해군에 재적하고 있던 함정 안에서 상처가 없고 종전을 맞이한 것은 호쇼뿐이었다.
전후, 비행 갑판을 철거한 다음 복원 수송함으로서 사용되어 1946년(쇼와 21년) 8월까지 내지와 남방간을 9 왕복하고, 대략 4만 명의 장병과 민간인을 수송했다. 그 다음은 1946년 8월 31일 1947년(쇼와 22년) 5월 1일, 오사카의 히타치 조선 사쿠라지마 공장에서 해체되어 생애를 마감했다. 사쿠라지마 공장에서는 카츠라기도 해체되어 최초부터 항공모함으로서 기공되어 완성한 최초의 함과 마지막 함이 기이하게도 같은 공장에서 해체되고 있던 것이다.